# 撓度
撓度（Deflection）是一種用來衡量結構單元受外力下的「相對位置變化量」（或稱為「變形量」）。變形可以用角度量或者位移量的方式來表示。在觀察某物體的變形量之前，需先瞭解何為工程上的自由度。工程上的自由度可以分為旋轉的自由度及移動的自由度。另外，平面構件與立體構件也各有不同的自由度。
一構件（組，下同）於外力之下的撓度是直接與該構件變形量的斜率有關，可以用數學的方法計算該力在構件上的作用，以構件在受外力下，其變化量的斜率。撓度可以用以下幾種方式做分析計算，例如「標準方程式」，不過此法只僅僅用在常見的工程結構梁，並且外力施加在離散的位置上。其他的方式有虛功法、直接積分法、卡式定律、馬式定律或直接剛性定律等等。梁單元（Beam element）的分析以歐拉-伯努力棟樑方程為基礎，而殼件或是平板件會利用殼件理論（Theory of plates or shells）計算。
建築物結構的設計算會應用到撓度。建築師和工程師針對不同的應用需求選擇材料，建築框架中用到的梁會以撓度及其其他因素來進行設計。

## 研究目的
研究撓度可藉以：
1. 控制結構節點的變形量。
2. 提供靜不定結構分析額外的條件。

## 撓度曲線
依照預測之桿件的變形狀況，可繪製出桿件的撓度曲線（Deflection curve），又稱彈性變形曲線（Elastic curve）。

## 撓度形成因素
撓度形成的因素有：
1. 荷重或外力
2. 溫度荷重（Temperature）：溫度造成材料的變形。
3. 組合誤差（fabrication errors）：建造過程的疏誤。
4. 基礎沉陷（settlement）：包含結構支承下陷或轉動。
5. 其他因素：如材料潛變、乾縮等。

## 計算方法
一般在分析撓度時可採用：
1. 幾何方法（the Geometrical method）
  1. 面矩法（英语：Moment-area theorem）（Moment-Area method）
  2. 共軛梁法（英语：Conjugate beam method）（Conjugate-Beam method）
2. 能量法（the Energy method）
  1. 虛功法
  2. 卡式定律